# Defterdar
En el imperio otomano defterdar o tefterdar era el tesorero de rentas reales. Este nombre está compuesto de la palabra Defter que significa libro de cuenta y de Dar, que viene del verbo Persa Dats chen, que es decir haber, tener. 
Es pues este oficial quien recibía la renta del gran señor, quien pagaba a los soldados y quien proveía todo lo necesario para los negocios públicos. Este cargo es diferente del de Chaznadar o tesorero del serrallo. Había un Defterdar en cada beglerbeglicz o gobierno y era uno de los consejeros principales del beglerberg o bacha. 